# Sporting News Player of the Year
Lo Sporting News Player of the Year è un premio conferito annualmente dalla rivista sportiva statunitense Sporting News al miglior giocatore del Campionato NCAA di pallacanestro.
Il riconoscimento venne istituito nel 1943; nel corso degli anni non è stato assegnato nei periodi 1947-1949 e 1952–1957.

## Vincitori
- 1943 - Andy Phillip,  Illinois Fighting Illini
- 1944 - Dale Hall,  Army Black Knights
- 1945 - George Mikan,  DePaul B. Demons
- 1946 - Bob Kurland,  OSU Cowboys
- 1950 - Paul Arizin,  Villanova Wildcats
- 1951 - Sherman White,  LIU Sharks
- 1958 - Oscar Robertson,  Cincinnati Bearcats
- 1959 - Oscar Robertson,  Cincinnati Bearcats
- 1960 - Oscar Robertson,  Cincinnati Bearcats
- 1961 - Jerry Lucas,  Ohio State Buckeyes
- 1962 - Jerry Lucas,  Ohio State Buckeyes
- 1963 - Art Heyman,  Duke Blue Devils
- 1964 - Bill Bradley,  Princeton Tigers
- 1965 - Bill Bradley,  Princeton Tigers
- 1966 - Cazzie Russell,  Michigan Wolverines
- 1967 - Kareem Abdul-Jabbar,  UCLA Bruins
- 1968 - Elvin Hayes,  Houston Cougars
- 1969 - Kareem Abdul-Jabbar,  UCLA Bruins
- 1970 - Pete Maravich,  LSU Tigers
- 1971 - Sidney Wicks,  UCLA Bruins
- 1972 - Bill Walton,  UCLA Bruins
- 1973 - Bill Walton,  UCLA Bruins
- 1974 - Bill Walton,  UCLA Bruins
- 1975 - David Thompson,  NCSU Wolfpack
- 1976 - Scott May,  Indiana Hoosiers

- 1977 - Marques Johnson,  UCLA Bruins
- 1978 - Phil Ford,  N. Carol. Tar Heels
- 1979 - Larry Bird,  Ind. St. Sycamores
- 1980 - Darrell Griffith,  Louisville Cardinals
- 1981 - Mark Aguirre,  DePaul B. Demons
- 1982 - Ralph Sampson,  Virginia Cavaliers
- 1983 - Michael Jordan,  N. Carol. Tar Heels
- 1984 - Michael Jordan,  N. Carol. Tar Heels
- 1985 - Patrick Ewing,  Georgetown Hoyas
- 1986 - Walter Berry,  St. John's R. Storm
- 1987 - David Robinson,  Navy Midshipmen
- 1988 - Hersey Hawkins,  Bradley Braves
- 1989 - Stacey King,  Oklahoma Sooners
- 1990 - Dennis Scott,  Georgia T. Yel. Jack.
- 1991 - Larry Johnson,  UNLV R. Rebels
- 1992 - Christian Laettner,  Duke Blue Devils
- 1993 - Calbert Cheaney,  Indiana Hoosiers
- 1994 - Glenn Robinson,  Purdue Boilermakers
- 1995 - Shawn Respert,  MSU Spartans
- 1996 - Marcus Camby,  UMass Minutemen
- 1997 - Tim Duncan,  W.F. Dem. Deacons
- 1998 - Antawn Jamison,  N. Carol. Tar Heels
- 1999 - Elton Brand,  Duke Blue Devils
- 2000 - Kenyon Martin,  Cincinnati Bearcats
- 2001 - Shane Battier,  Duke Blue Devils

- 2002 - Jay Williams,  Duke Blue Devils
- 2003 - T.J. Ford,  Texas Longhorns
- 2004 - Jameer Nelson,  St. Joseph's Hawks
- 2005 - Dee Brown,  Illinois Fighting Illini
- 2006 - J.J. Redick,  Duke Blue Devils
- 2007 - Kevin Durant,  Texas Longhorns
- 2008 - Tyler Hansbrough,  N. Carol. Tar Heels
- 2009 - Blake Griffin,  Oklahoma Sooners
- 2010 - Evan Turner,  Ohio State Buckeyes
- 2011 - Jimmer Fredette,  BYU Cougars
- 2012 - Anthony Davis,  Kentucky Wildcats
- 2013 - Victor Oladipo,  Indiana Hoosiers
- 2014 - Doug McDermott,  Creighton Bluejays
- 2015 - Frank Kaminsky,  Wisconsin Badgers
- 2016 -  Buddy Hield,  Oklahoma Sooners
- 2017 - Frank Mason,  Kansas Jayhawks
- 2018 - Jalen Brunson,  Villanova Wildcats
- 2019 - Zion Williamson,  Duke Blue Devils
- 2020 - Luka Garza,  Iowa Hawkeyes
- 2021 - Luka Garza,  Iowa Hawkeyes
- 2022 -  Oscar Tshiebwe,  Kentucky Wildcats
- 2023 -  Zach Edey,  Purdue Boilermakers
- 2024 -  Zach Edey,  Purdue Boilermakers
- 2025 - Johni Broome,  Auburn Tigers